# Volksverhalen der Lage Landen
Volksverhalen der Lage Landen is een verzameling volksverhalen uit de Lage Landen, zoals weergegeven in een bundel volksverhalen van de hand van Anton Pieck en Alet Schouten uit 1989.
- Het Grote Schip - Noord-Holland
- Zeemeerminnen - Noord-Holland en Zeeland
- De rovers van het Vrijbos - Vlaanderen
- Brand in de Grote Kerk - Haarlem
- Van Reynout en zijn vrouw - Limburg
- Het geheim van de basiliscus - Utrecht en Friesland
- Ellert en Brammert - Drenthe
- Kampersteur - Kampen
- Triakel - Amsterdam
- Jan en Griet - Limburg
- Witte wieven - Achterhoek
- Van de visser en de Ossaert - Oost-Vlaanderen
- Het vrouwtje van Stavoren - Friesland
- Wie gaat er mee naar Wieringen varen? - Texel
- Kraantjelek - Haarlem
- De spookmolen - Veluwe
- Van gloeiende kerels en kerkekruiers - Brabant
- Het Leidse wonderbrood - Leiden
- La Lutine - Nederland
- Varenzaad - Groningen
- Klavervier - Vlaanderen
- De duivel en de klokken - Friesland en Brabant